# Christian Kauter
Christian Kauter, né le 6 mai 1947 à Berne, est un escrimeur suisse pratiquant l'épée, double médaillé olympique par équipes. 
Diplômé de sciences politiques, il a également été secrétaire général du Parti radical-démocratique suisse.
Il a épousé en 1976 Claudia Giger, la sœur de son coéquipier Daniel Giger. Avec elle, il a eu trois enfants, dont Michael Kauter et Fabian Kauter, tous deux également escrimeurs olympiques.

## Carrière
Il a participé à trois éditions des Jeux olympiques (1968, 1972 et 1976), trois fois par équipes et deux fois, les deux dernières, en individuel. Les Jeux de 1968 sont presque anecdotiques : battue par la Suède (5 victoires à 11) et l'Allemagne de l'Ouest (4-11), la Suisse est éliminée dès le tour préliminaire et ne dispute même pas sa troisième rencontre, sans enjeu, contre une équipe d'Irlande elle aussi éliminée. Kauter ne gagne que deux de ses huit matchs.
En 1972, en revanche, il gagne dix matchs sur douze, contre des adversaires plus modestes (Mexique, Luxembourg et Pologne) pour contribuer à la qualification de la Suisse en demi-finale. Là, la formation helvétique bat la France (8-5), puis perd contre la Hongrie en finale (4-8) et décroche ainsi la médaille d'argent. Kauter ne prend pas part à cette finale. Individuellement, sa compétition tourne court. Dès le premier tour de poule, il perd trois matchs sur cinq, notamment contre Rolf Edling, qui sera champion olympique quatre ans plus tard, et Risto Hurme, pentathlonien spécialiste de l'escrime qui sera médaillé de bronze dans l'épreuve par équipes de pentathlon moderne.
En 1976, il atteint la treizième place de l'épreuve individuelle en passant trois tours de poule, et chutant en élimination directe contre Hans Jacobson puis en barrage face à Reinhold Behr sur un score identique de 10 touches à 6. Par équipes, la Suisse passe facilement le premier tour avec des victoires contre les modestes équipes d'Argentine (13-3), du Canada (13-2) et de Norvège (9-3). En quarts de finale, elle domine la Roumanie (9-2) mais ne parvient pas à renverser sa bête noire d'Allemagne de l'Ouest en demi-finale (7-8). Reversée en match pour la troisième place, la Suisse prend une revanche éclatante sur la Hongrie (9-3). Dans ce parcours, Kauter n'est battu qu'une fois, contre l'Argentine et remporte quinze autres matchs. Il n'a cependant pas disputé la rencontre contre la RFA.

## Palmarès
- Jeux olympiques
  -  Médaille d'argent par équipes aux Jeux olympiques de 1972 à Munich
  -  Médaille de bronze par équipes aux Jeux olympiques de 1976 à Montréal

- Championnats du monde d'escrime
  -  Médaille d'argent par équipes aux championnats du monde d'escrime 1977 à Buenos Aires
  -  Médaille de bronze par équipes aux championnats du monde d'escrime 1970 à Ankara
  -  Médaille de bronze par équipes aux championnats du monde d'escrime 1979 à Melbourne